# Guyana (royaume du Commonwealth)
Pour les articles homonymes, voir Guyane (homonymie).
26 mai 1966 – 23 février 1970
Entités précédentes :
- Guyane britannique

Entités suivantes :
- République coopérative du Guyana

Entre son indépendance en 1966 et sa transformation en république en 1970, le Guyana est un royaume du Commonwealth, un État souverain indépendant en union personnelle avec le Royaume-Uni et d'autres États dirigés par Élisabeth II. Pendant cette période, Élisabeth II est reine du Guyana et Forbes Burnham est Premier ministre du pays.
Il s'agit du dernier État monarchique indépendant (c'est-à-dire qui n'était pas une colonie ni une dépendance) ayant existé en Amérique du Sud continentale.

## Histoire

### Monarchie
La domination britannique sur le Guyana prend fin le 26 mai 1966 lorsque la colonie obtient son indépendance du Royaume-Uni par la loi de 1966 sur l'indépendance de la Guyane, qui transforme la Guyane britannique en un État souverain, sous le nom de Guyana. Élisabeth II reste chef de l'État, non plus en tant que reine du Royaume-Uni mais comme reine du Guyana ; toutefois, comme la souveraine ne réside pas dans le pays, ses fonctions constitutionnelles sont principalement déléguées à un gouverneur général. Durant cette période, Forbes Burnham est Premier ministre du Guyana.
Élisabeth II n'a jamais visité le pays en tant que reine du Guyana, mais elle s'y est rendue du 19 au 22 février 1994.

### Disparition
La République coopérative du Guyana est créée le 23 février 1970. Le Guyana cesse d'être un royaume du Commonwealth, mais reste membre de l'organisation dirigée par Élisabeth II en tant que république du Commonwealth,.
Après l'abolition de la monarchie, le dernier gouverneur général Sir Edward Luckhoo devient le premier président du Guyana par intérim jusqu'à l'élection d'Arthur Chung le 17 mars 1970.

## Gouverneur généraux du Guyana
Trois gouverneurs généraux se sont succédé pendant l'existence du royaume :
1. Sir Richard Luyt (en) (26 mai – 16 décembre 1966) ;
2. Sir David Rose (16 décembre 1966 – 10 novembre 1969) ;
3. Sir Edward Luckhoo (10 novembre 1969 – 23 février 1970).